# بازاریابی وفاداری
بازاریابی وفاداری(به انگلیسی: Loyalty marketing) استراتژی خود را بر بازگشت مشتریان جاری کسب و کار قرار می‌دهد. مشتری جاری نه به معنای مشتری موجود یا بالقوه، بلکه به معنای مشتری است که همین الان در محل کسب و کار مشغول خرید یا بازدید است، چه در دنیای واقعی و چه در دنیای مجازی. بازاریابی وفاداری با انتخاب مشتریان جاری به عنوان جامعه هدف خود، بازگردان مجدد این مشتریان را هدف قرار می‌دهد. بازاریابی وفاداری اشاره به ایجاد نوعی اعتماد در بین مشتریان دائمی، به واسطهٔ تخصیص پاداش به آن‌ها در ازای انجام تجارت مستمر با یک شرکت است.
دلیل انتخاب مشتریان جاری در بازاریابی وفاداری، دسترسی آسانتر و ارزانتر به این مشتریان است. به همین دلیل در این نوع بازاریابی با انتخاب یک برنامه وفاداری مناسب می‌توان با کمترین هزینه، بیشترین اثربخشی را بدست آورد. به عبارت دیگر احتمال بازگشت یک مشتری جاری تحت تأثیر بازاریابی وفاداری، بسیار بیشتر از احتمال ورود یک مشتری بالفعل یا بالقوه به کسب و کار در اثر سایر روش‌های بازاریابی می‌باشد. هشتاد درصد از تمام فعالیت‌های تجاری بسیاری از شرکت‌ها را تجارت با بیست درصد از مشتریان پایه و دائمی آن‌ها تشکیل می‌دهد.
البته نباید این‌گونه برداشت کرد که در بازاریابی وفاداری هیچ طرح و نقشه‌ای برای بازگرداندن مشتریان قبلی یا جذب مشتریان جدید وجود ندارد، بلکه در بازاریابی وفاداری با تعریف پیشنهادها و هدایای جذاب برای مشتریان وفادار، نه تنها جذب مشتریان جدید بسیار راحتتر اتفاق می‌افتد، بلکه مشتریان وفادار حاصل از این نوع بازاریابی به عنوان مروج و مبلغ کسب و کار نقش بسیار پررنگی را در بازاریابی دهان به دهان بازی می‌کنند.
صنایع گردشگری یکی از توسعه دهندگان اصلی برنامه‌های وفاداری بوده‌اند و کماکان به استفاده از چنین برنامه‌هایی به مشتریان خود ادامه می دهند.
موسسات مالی و اعتباری که کارت‌های اعتباری ارائه می دهند نیز به وفور از برنامه‌های مشوق و پاداش‌هایی در ازای هر خرید مشتریان در راستای بالابردن میزان وفاداری آنان استفاده می‌کنند.در بازاریابی وفاداری به مشتری و خواسته و علایق ان باید دقت شود سبک زندگی مشتری ،جنسیت،سن،وتحلیل دقیق خرید های قبلی او به شما کمک میکند تا باهزینه کمتر و بازده هی بالاتر بتوانید فرایند وفاداری را ایجاد نمایید